# Institut des fleischgewordenen Wortes

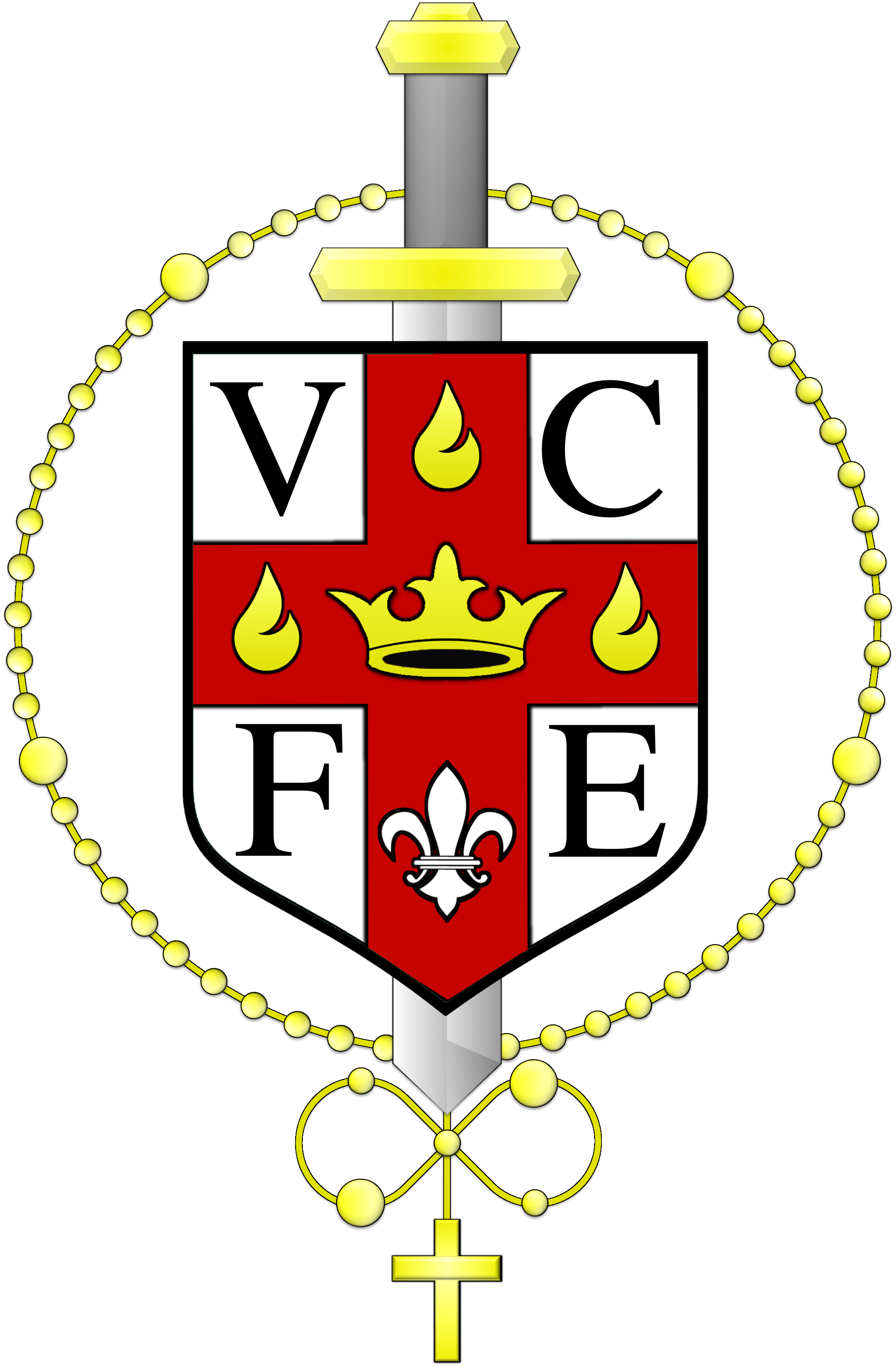
Das Wappen der „Familie des fleischgewordenen Wortes“. Die Buchstaben stehen für „Verbum caro factum est“ (‚Das Wort ist Fleisch geworden‘), ein Satz aus dem Prolog des Johannesevangeliums.

Das Institut des fleischgewordenen Wortes (spanisch: Instituto del Verbo Encarnado, Ordenskürzel: IVE) ist ein Institut des geweihten Lebens. Die Ordensgemeinschaft wurde 1984 in Argentinien gegründet und ist der männliche Zweig in der Familie des fleischgewordenen Wortes. Zur „Familie“ gehören als weiblicher Zweig die 1988 errichteten Dienerinnen des Herrn und der Jungfrau Maria von Matará (die Servidoras del Señor y de la Virgen de Matará, SSVM) sowie ein Dritter Orden. Die Gemeinschaft befindet sich in einer schweren Krise, nachdem 2010 massive Missbräuche des Ordensgründers gegenüber Ordensmitgliedern aufgedeckt wurden.

## Namensgebung, Ziele und Aufgaben
Der Name der Gemeinschaft nimmt auf eine Stelle aus dem Prolog des Johannesevangeliums Bezug: „Und das Wort ist Fleisch geworden und hat unter uns gewohnt und wir haben seine Herrlichkeit gesehen, die Herrlichkeit des einzigen Sohnes vom Vater, voll Gnade und Wahrheit“ (Joh 1,14 ).
Der Orden verfolgt auf dieser Grundlage das Ziel, mit allen Kräften das Evangelium zu verkünden und damit in Einheit mit dem Magisterium der römisch-katholischen Kirche zum Werkzeug einer christlich begriffenen Inkarnation im Sinne der Inkulturation des Evangeliums zu werden. Zur Charakterisierung dieser Aufgabe verwendet die Gemeinschaft auch die Selbstbeschreibung „Institut zur Evangelisierung der Kultur“. Die Spiritualität wird auf Ignatius von Loyola zurückgeführt und ignatianische Exerzitien gehören nach eigenem Verständnis zum Fundament des Apostolats der IVE-Priester. Neben den üblichen Ordensgelübden legen Mitglieder auch ein besonderes marianisches Gelübde ab.
Die Gemeinschaft besitzt neben den in der Seelsorge und Mission tätigen Priestern auch einen kontemplativen Zweig aus Mitgliedern, die in Klöstern leben. Die Klöster sind intern eigenständig, unterstehen aber der Generalleitung des Ordens.
Die übrigen Ordensangehörigen arbeiten in Pfarreien, Bildungszentren und Weiterbildungseinrichtungen. Sie lehren in Seminaren, arbeiten als Seelsorger an Wallfahrtskirchen oder in Missionsstationen, führen Exerzitien und Volksmissionen durch und betreuen Kinder und Jugendliche.

## Geschichte
Der männliche Zweig der Familie des fleischgewordenen Wortes besteht vorwiegend aus Ordenspriestern und wurde 1984 von dem aus Buenos Aires stammenden Diözesanpriester Carlos Miguel Buela in Argentinien gegründet. 1987 wurde in Peru die erste Auslandsniederlassung errichtet. 1989 dehnte sich das Institut in die Vereinigten Staaten aus, wo sich einige Priester der Diözese Brooklyn der Neugründung anschlossen, die zu dieser Zeit noch keinen kirchlichen Rechtsstatus besaß. Im gleichen Jahr wurde ein Studienhaus in Rom gegründet, in dem die Mitglieder während ihrer Studienzeit an römischen Universitäten untergebracht sind. In den folgenden Jahren verzeichnete die Priestervereinigung ein starkes Wachstum, das allerdings auch von heftigen Konflikten und Widerständen seitens kirchlicher Behörden und Gemeinden überschattet war, in denen Priester des Werks tätig wurden. Die Konstitutionen wurden 1992 fertig gestellt. 1993 wurden Häuser in Russland, Jerusalem und Taiwan und 1994 in der Ukraine eröffnet. Bis 1994 übte der Gründer die Führung des Instituts persönlich aus.
In den Jahren 1995 bis 2001 zog der Vatikan nach internen Untersuchungen die Leitung der Gemeinschaft erstmals an sich; nacheinander leiteten neben dem Generaloberen José Luis Solari (1994–2000) drei externe Priester als Päpstliche Delegaten das Institut: 1995–1998 José Antonio Rico OSB, 1998/1999 Aurelio Londoño CM und 1998–2001 Alfonso Delgado Evers, der damalige Bischof von Posadas (Argentinien). 1997 errichtete Papst Johannes Paul II. für die Gemeinschaft die Apostolische Mission sui juris Tadschikistan, als deren Superior von 1997 bis 2013 Carlos Ávila amtierte. Am 11. April 2001 verlegte der Vatikan die Generalkurie des IVE nach Segni in Italien und ordnete die Durchführung eines Generalkapitels an. Das Mutterhaus (offizieller Gründungssitz) der Ordensgemeinschaft liegt seitdem ebenfalls in der Diözese Velletri-Segni in der Umgebung Roms. Beim Generalkapitel in Segni im Mai 2001 wurde Carlos Miguel Buela erneut zum Generaloberen gewählt. Am 24. März 2004 wurde das IVE als Kongregation bischöflichen Rechts vom Bischof Andrea Maria Erba, dem Diözesanbischof von Velletri-Segni approbiert. In den USA wurde das Institut seit seinem Amtsantritt im Jahr 2001 von Kardinal Theodore McCarrick, dem Erzbischof von Washington, gefördert. Er unterstützte die Ordensleute finanziell und logistisch und reiste 2004 nach Argentinien, um IVE-Seminaristen zu Priestern zu weihen. Auch noch nach der Verurteilung des Ordensgründers Buela setzte sich McCarrick in Rom erfolglos dafür ein, das Institut als Kongregation päpstlichen Rechts anzuerkennen.
Zusammen mit Pater Buela konnte die Kongregation noch ihr 25-jähriges Gründungsjubiläum im Jahr 2009 begehen.
Anfang 2010 wurde der Ordensgründer Carlos Miguel Buela, der 1988 auch den weiblichen Zweig der Gemeinschaft gegründet hatte, nach vorausgegangenen internen Ermittlungen des Bischofs von San Rafael, Eduardo Maria Taussig, vom Vatikan wegen bestätigter Missbrauchsvorwürfe mit lebenslanger Wirkung abgesetzt und erhielt ein Kontaktverbot zu seinen Gemeinschaften. Er wurde zum Aufenthalt in dem französischen Kloster La Pierre-Qui-Vire verurteilt. Da Verdunklungsgefahr bestand und sich das IVE nicht an die (intern geheim gehaltene) Kontaktsperre hielt und dem Gründer weiterhin Zutritt zu seinen Niederlassungen gestattete, wurde das Institut am 16. Dezember 2015 auf Weisung der Ordenskongregation neuerlich unter Aufsicht gestellt. Die Leitung übten seitdem die Visitatoren Vito Angelo Todisco, ein Beamter der päpstlichen Rota, und der Dominikaner Philippe Toxé aus; dem VII. Generalkapitel im Juli 2016, das die Maßnahmen gegen die frühere Ordensleitung bestätigte, saß Kurienkardinal Francesco Coccopalmerio vor. Zum neuen Generaloberen wurde der Argentinier Gustavo Nieto gewählt; der bis 2015 amtierende Generalobere Carlos Walker wurde auf eigenen Wunsch nach Taiwan versetzt.
Buela selbst wurde wegen psychologischen Missbrauchs Abhängiger, finanzieller Unregelmäßigkeiten und massiver, jahrzehntelang wiederholter sexueller Übergriffe gegenüber (volljährigen) Ordensangehörigen kirchlich verurteilt und 2013 vom Priesteramt suspendiert. Ende November 2016 gelangten die Missbrauchsvorwürfe gegen Buela und andere IVE-Angehörige erneut in die öffentliche Berichterstattung, nachdem in Argentinien ein anderer Missbrauchsfall Aufsehen erregt hatte, der aber nichts mit dem IVE zu tun hat. Daraufhin wandten sich eine Anzahl ehemaliger argentinischer IVE-Seminaristen aus dem Stammhaus des Ordens in San Rafael (Argentinien), die nach ihren Angaben von Priestern des Instituts missbraucht worden waren, mit Einzelheiten ihrer Erlebnisse an die Öffentlichkeit. Unter den früheren Opfern sollen sich den Berichten zufolge auch minderjährige Seminaristen befunden haben. Zugleich wurde bekannt, dass der selbst aus Argentinien stammende Papst Franziskus die Maßnahmen gegen den Ordensgründer 2013 bestätigt und seinen Zwangsaufenthalt in dem Kloster San Isidro de Dueñas bei Palencia in Spanien angeordnet hatte, das er ohne kirchliche Erlaubnis nicht verlassen darf, was er in der Vergangenheit allerdings dennoch tat. Bereits 2016 lebte er in einem Kloster im Erzbistum Genua. Ebenfalls bekannt wurde, dass von den 450 in der Ordensgemeinschaft seit den 1980er Jahren geweihten Priestern etwa die Hälfte das Ordensinstitut später wieder verließen, worunter sich zahlreiche Opfer von Übergriffen Buelas und anderer von der Ordensleitung gedeckter Täter im Institut befinden sollen.

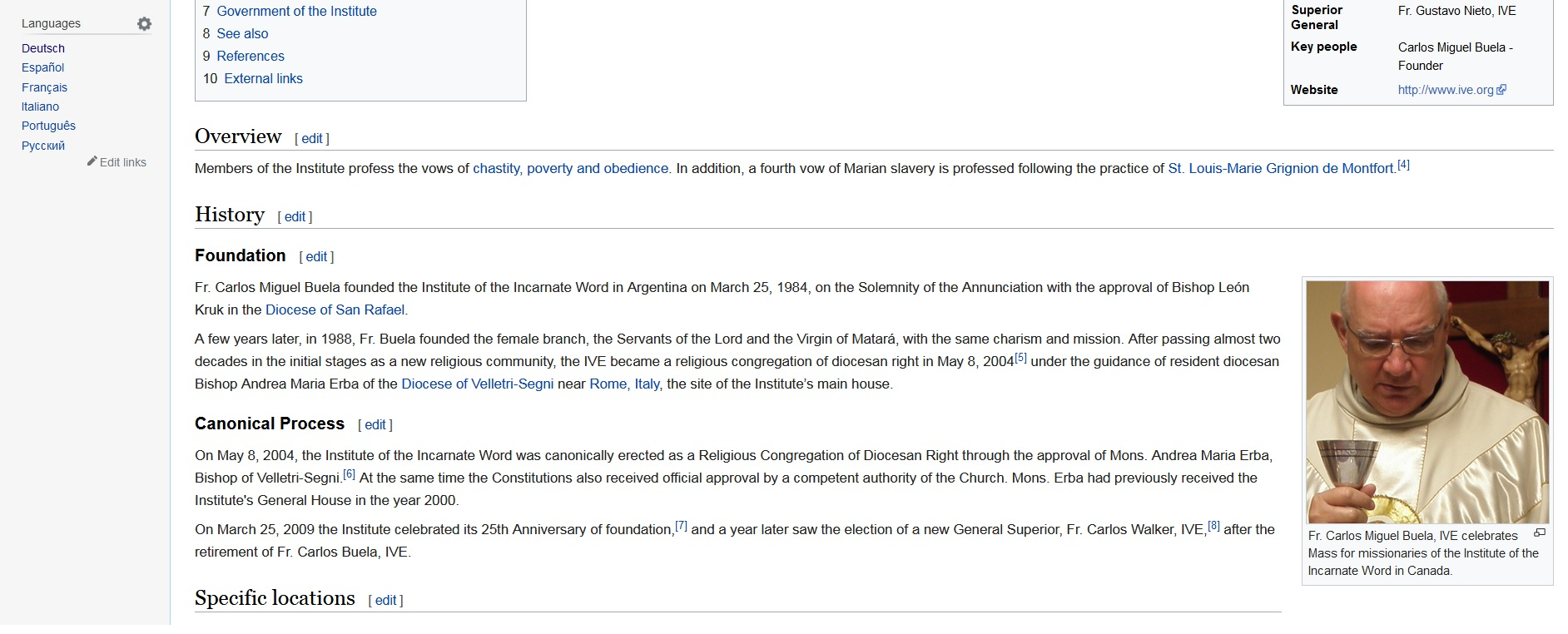
Screenshot der englischen Wikipediaseite aus April 2019 mit dem Bild des Ordensgründers

Mit dem Wechsel der Generalleitung mussten auf Anweisung des Vatikans auch sämtliche Provinzobere ersetzt werden, und die bisherigen Amtsinhaber durften nicht wiedergewählt werden. Bereits 2013 war auch der langjährige Superior von Tadschikistan vom Papst ausgetauscht und durch Pedro Ramiro López ersetzt worden, einen anderen IVE-Priester. Die Mission liegt aber weiterhin in den Händen des Ordens. Im Sommer 2016 wurde zeitgleich mit dem Austausch der männlichen Ordensleitung auch die Leitung des weiblichen Zweiges der Gemeinschaft, die 18 Jahre lang in den Händen einer engen Vertrauten des Gründers gelegen hatte, auf einem außerordentlichen Generalkapitel neu gewählt.
Carlos Buela hielt sich auch nach der endgültigen Bestätigung seiner Verurteilung, die im Dezember 2016 im argentinischen San Rafael von Bischof Taussig bekannt gegeben wurde, nur unvollständig an die Auflagen, die ihm alle öffentlichen Auftritte und Äußerungen sowie jeden Kontakt mit der Ordensfamilie verbieten. So soll er weiterhin über soziale Medien Verbindung mit Ordensmitgliedern halten. Er wird auch auf Internetseiten der Ordensfamilie unkritisch genannt und zitiert. Die seit Jahren von Buela-Anhängern kontrollierte englische Wikipedia-Seite des Ordens zeigt ihn als Ordensgründer und Priester. Statt wie vorgesehen in einem von den Leitungseinrichtungen der Ordensfamilie weit entfernten Ordenshaus in Argentinien hielt er sich noch 2017 in Genua unter dem Schutz des dortigen Kardinals Angelo Bagnasco auf, wo er sich alle zwei Wochen mit Generalsuperior Gustavo Nieto traf und diesem nach Opferberichten auch Anweisungen erteilte. In Genua hatte er auch Kontakt mit Minderjährigen, mit denen er sich fotografieren ließ.
Im Januar 2025 stellte das Dikasterium für die Institute geweihten Lebens und für die Gesellschaften apostolischen Lebens die Gemeinschaft längerfristig unter die Aufsicht päpstlicher Delegaten. Die Priester-Gemeinschaft wird von dem argentinischen Bischof José Antonio Satué Huerto geleitet, der weibliche Zweig, die Dienerinnen des Herrn und der Jungfrau Maria von Matará, von der Ordensfrau Clara Echarte. Sie sollen die Gemeinschaften vor allem in den Bereichen Ausbildung, Ordensdisziplin, Apostolat und Leitung begleiten.

## Verbreitung
Gründungshaus ist das Seminar von San Rafael (Argentinien), wo die Gemeinschaft nach wie vor beheimatet ist. Die Generalkurie befindet sich seit 2001 jedoch in Segni bei Rom. Beim dortigen Ortsbischof ist die Gemeinschaft als Institut diözesanen Rechts seit 2004 kirchlich zugelassen. Aktuelle Mitgliederzahlen sind nicht verfügbar, 2007 war von insgesamt etwa 1400 Mitgliedern des männlichen und weiblichen Zweigs zusammen die Rede. Spätere ordenseigene Webseiten sprechen von ca. 1600 weltweit tätigen Mitgliedern beider Zweige (der Schwesternorden umfasst etwa 1000 Mitglieder). 2017 wurden insgesamt 804 IVE-Mitglieder genannt, wobei neben Professen und Novizen entgegen den üblichen Gepflogenheiten auch Postulanten, Seminaristen ohne Gelübde und minderjährige Schüler der ordenseigenen Knabenseminare mitgezählt wurden. Der Aufschlüsselung zufolge gab es damals 425 Professen mit ewigen oder zeitlichen Gelübden. Etwa 450 Ordenspriester wurden im IVE geweiht. Die Ordensgemeinschaft ist zurzeit in folgende Ordensprovinzen gegliedert, die teilweise eigene Klöster und Seminarhäuser unterhalten:
- Provinz „Nuestra Señora de Luján“ mit Argentinien, Chile, Bolivien und Paraguay
- Provinz „Nuestra Señora de Chapi“ in Peru
- Vizeprovinz „Nuestra Señora Reina del Cisne“ in Ecuador
- Provinz „Nossa Senhora Aparecida“ in Brasilien
- Provinz „Immaculate Conception“ in Nordamerika
- Provinz „Madonna di Loreto“ mit Italien, Albanien und Griechenland
- Provinz „Nuestra Señora del Pilar“ in Spanien und Frankreich
- Provinz „Maria, Tor des Morgenrots“ („Mary Gate of Dawn“) in Litauen, den Niederlanden, Deutschland, Island und Schottland
- Delegation „Our Lady of Zarvanitsya“ in der Ukraine
- Delegation „Our Lady of Luján“ in Tadschikistan und Kasachstan
- Provinz „Our Lady of Fátima“ in Russland
- Provinz „Death and Resurrection of the Lord“ mit Israel, Palästina, Jordanien, Zypern und Syrien
- Provinz „Our Lady of Exile“ in Ägypten, Tunesien, Irak und Tansania
- Provinz „Our Lady of Sheshan“ in Hongkong, auf Taiwan und den Philippinen

## Deutschland
In Deutschland gründete das IVE 2010 seine erste Niederlassung und errichtete im Erzbistum Berlin ein Glaubenszentrum. Neben der Niederlassung in Brandenburg, zunächst in Rüdersdorf bei Berlin und später in Pritzwalk, übernahmen drei Patres des Instituts im Herbst 2016 auch das frühere Karmeliterkloster auf dem Mariahilfberg in Neumarkt in der Oberpfalz im Bistum Eichstätt. Zwei von ihnen betreuen die Wallfahrtskirche Maria Hilf, während ein Priester als Kaplan an der Neumarkter Hofkirche wirkte. Während die Bistumsleitung die geistliche Ausrichtung des Instituts 2016 nach eigener Darstellung als „interessant“ eingeschätzt und das IVE aus diesem Grund in das bayerische Bistum gerufen hatte, kam es bei Pilgern und Pfarreiangehörigen zu Irritationen; die Priester wurden als „sehr doktrinär“ bezeichnet, und der im Bistum kaum thematisierte Missbrauchshintergrund der Gemeinschaft führte zu Unsicherheiten. Das Bistum wies darauf hin, dass kritische Fragen zu dem „international ausgerichteten“ Orden auf der Ebene der Weltkirche geklärt werden müssten, und das Bistum werde die diesbezüglichen Aktivitäten des Heiligen Stuhls „aufmerksam verfolgen“.